# Wendy Hiller
Dame Wendy Margaret Hiller, conosciuta come  Wendy Hiller (Stockport, 15 agosto 1912 – Beaconsfield, 14 maggio 2003), è stata un'attrice britannica.
Vinse il premio Oscar alla miglior attrice non protagonista nel 1959 per l'interpretazione in Tavole separate.

## Filmografia

### Cinema
- Lancashire Luck, regia di Henry Cass (1937)
- Pigmalione (Pygmalion), regia di Anthony Asquith e Leslie Howard (1938)
- Il maggiore Barbara (Major Barbara), regia di Gabriel Pascal e, non accreditati, Harold French e David Lean (1941)
- So dove vado (Know Where I'm Going!), regia di Michael Powell ed Emeric Pressburger (1945)
- L'avventuriero della Malesia (Outcast of the Islands), regia di Carol Reed (1951)
- Marinai del re (Single-Handed o Sailor of the King), regia di Roy Boulting (1953)
- Come uccidere uno zio ricco (How to Murder a Rich Uncle), regia di Nigel Patrick e, non accreditato, Max Varnel (1957)
- Tavole separate (Separate Tables), regia di Delbert Mann (1958)
- Figli e amanti (Sons and Lovers), regia di Jack Cardiff (1960)
- La porta dei sogni (Toys in the Attic), regia di George Roy Hill (1963)
- Un uomo per tutte le stagioni (A Man for All Seasons), regia di Fred Zinnemann (1966)
- Assassinio sull'Orient Express (Murder on the Orient Express), regia di Sidney Lumet (1974)
- La nave dei dannati (Voyage of the Damned), regia di Stuart Rosenberg (1976)
- Il gatto e il canarino (The Cat and the Canary), regia di Radley Metzger (1979)
- The Elephant Man, regia di David Lynch (1980)
- Making Love, regia di Arthur Hiller (1982)
- La segreta passione di Judith Hearne (The Lonely Passion of Judith Hearne), regia di Jack Clayton (1987)

### Televisione
- The Fame of Grace Darling (1939)
- Alfred Hitchcock presenta (Alfred Hitchcock Presents) – serie TV, episodio 5x14 (1959)
- Profiles in Courage – serie TV, 1 episodio (1965)
- Knock on Any Door – serie TV, episodio 2x01 (1966)
- Riccardo II (King Richard II), regia di David Giles – film TV (1978)
- La commedia degli errori (The Comedy of Errors), regia di James Cellan Jones – film TV (1983)

## Teatro
- The Heiress, di Ruth Goetz e Augustus Goetz (Broadway, 29 settembre 1947)

## Riconoscimenti
- Premio Oscar
  - 1939 – Candidatura alla miglior attrice protagonista per Pigmalione
  - 1959 – Miglior attrice non protagonista per Tavole separate
  - 1967 – Candidatura alla miglior attrice non protagonista per Un uomo per tutte le stagioni
- Golden Globe
  - 1959 – Candidatura alla migliore attrice non protagonista per Tavole separate
  - 1964 – Candidatura alla miglior attrice non protagonista per La porta dei sogni
- British Academy Film Awards
  - 1961 – Candidatura alla migliore attrice britannica per Figli e amanti
- British Academy Television Awards
  - 1987 – Candidatura alla migliore attrice per All Passion Spent
- National Board of Review Awards
  - 1938 – Miglior interpretazione per Pigmalione
- Laurel Awards
  - 1959 – Candidatura alla miglior attrice non protagonista per Tavole separate
  - 1967 – Candidatura alla miglior attrice non protagonista per Un uomo per tutte le stagioni
- New York Film Critics Circle Awards
  - 1939 – Candidatura alla miglior attrice protagonista per Pigmalione
- Evening Standard British Film Awards
  - 1976 – Miglior attrice per Assassinio sull'Orient Express
- CableACE Award
  - 1988 – Candidatura alla migliore attrice non protagonista in un film o miniserie per Anne of Green Gables: The Sequel
- Gemini Awards
  - 1988 – Candidatura alla migliore attrice non protagonista per Anne of Green Gables: The Sequel
- London Critics Circle Film Awards
  - 1996 – Dilys Powell Award

## Doppiatrici italiane
- Rosetta Calavetta in Tavole separate, Figli e amanti, Il gatto e il canarino
- Lydia Simoneschi in La porta dei sogni, Un uomo per tutte le stagioni
- Renata Marini in Marinai del re
- Franca Dominici in Assassinio sull'Orient Express
- Gianna Piaz in Riccardo II
- Alina Moradei in La commedia degli errori
- Laura Carli in The Elephant Man
- Anna Miserocchi in Making Love
- Adriana De Roberto in La segreta passione di Judith Hearne
- Stefania Patruno in Pigmalione (doppiaggio tardivo)
- Giuliana Lojodice in Riccardo II (ridoppiaggio)
- Franca Nuti in La commedia degli errori (ridoppiaggio)